# Ezequiel Jacinto de Biasi
Ezequiel Jacinto de Biasi (Treze de Maio, 22 maggio 1993) è un calciatore brasiliano, difensore dell'ABC.

## Caratteristiche tecniche
È un terzino destro.

## Carriera
Cresciuto nelle giovanili del Criciúma, ha esordito in prima squadra il 19 maggio 2012 in occasione del match vinto 4-1 contro il Guaratinguetá.

## Statistiche

### Presenze e reti nei club
Statistiche aggiornate al 23 marzo 2018.
| Stagione        | Squadra         | Campionato      | Campionato | Campionato | Coppe nazionali | Coppe nazionali | Coppe nazionali | Coppe continentali | Coppe continentali | Coppe continentali | Altre coppe | Altre coppe | Altre coppe | Totale | Totale | Totale |
| Stagione        | Squadra         | Comp            | Pres       | Reti       | Comp            | Pres            | Reti            | Comp               | Pres               | Reti               | Comp        | Pres        | Reti        | Pres   | Reti   |        |
| --------------- | --------------- | --------------- | ---------- | ---------- | --------------- | --------------- | --------------- | ------------------ | ------------------ | ------------------ | ----------- | ----------- | ----------- | ------ | ------ | ------ |
| 2012            | Criciúma        | A/RJ+B          | 0+18       | 1          | CB              | 0               | 0               |                    | -                  | -                  |             | -           | -           | 18     | 1      |        |
| 2012-2013       | Braga B         | LdH             | 0          | 0          |                 | -               | -               |                    | -                  | -                  |             | -           | -           | 0      | 0      |        |
| 2013            | Criciúma        | A/RJ+A          | 0+5        | 0          | CB              | 0               | 0               | CS                 | 0                  | 0                  |             | -           | -           | 5      | 0      |        |
| 2014            | Criciúma        | A/RJ+A          | 7+2        | 0          | CB              | 1               | 0               |                    | -                  | -                  |             | -           | -           | 10     | 0      |        |
| 2014            | Oeste           | A1/SP+B         | 0+23       | 0          | CB              | 0               | 0               |                    | -                  | -                  |             | -           | -           | 23     | 0      |        |
| 2015            | Criciúma        | A/RJ+B          | 11+10      | 0          | CB              | 1               | 0               |                    | -                  | -                  |             | -           | -           | 22     | 0      |        |
| 2016            | Criciúma        | A/RJ+B          | 16+14      | 3+0        | CB              | 2               | 0               |                    | -                  | -                  | PL          | 2           | 0           | 34     | 3      |        |
| Totale Criciúma | Totale Criciúma | Totale Criciúma | 83         | 4          |                 | 4               | 0               |                    | 0                  | 0                  |             | -           | -           | 87     | 4      |        |
| 2016            | Cruzeiro        | M1/MG+A         | 0+12       | 0+1        | CB              | 0               | 0               |                    | -                  | -                  |             | -           | -           | 12     | 1      |        |
| 2017            | Cruzeiro        | M1/MG+A         | 7+21       | 0          | CB              | 9               | 0               |                    | -                  | -                  | PL          | 1           | 0           | 38     | 0      |        |
| 2018            | Cruzeiro        | M1/MG+A         | 2+0        | 0          | CB              | 0               | 0               | CL                 | 0                  | 0                  |             | -           | -           | 2      | 0      |        |
| Totale carriera | Totale carriera | Totale carriera | 162        | 5          |                 | 13              | 0               |                    | 0                  | 0                  |             | 3           | 0           | 178    | 5      |        |

## Palmarès

### Club

#### Competizioni nazionali
- Coppa del Brasile: 2

Cruzeiro: 2017, 2018